# Aeroportul Makkovik
Aeroportul Makkovik (IATA: YMN, ICAO: CYFT) este un aeroport din Makkovik⁠(d), Nunatsiavut⁠(d), Newfoundland și Labrador, Canada.
Situat la o altitudine de 70 m, aeroportul dispune de 1 pistă. Este operat de government of Newfoundland and Labrador⁠(d).

## Infrastructură

### Piste
Aeroportul dispune de o singură pistă. Pista 09/27 are suprafața de pietriș. 